# Leguízamo
Leguízamo är en kommun i Colombia.   Den ligger i departementet Putumayo, i den södra delen av landet, 500 km söder om huvudstaden Bogotá. Antalet invånare är 16 044.